# Arnold Pihlak
Arnold Pihlak, né le 17 juillet 1902 à Tallinn et mort le 1er novembre 1985 à Bradford, est un footballeur estonien des années 1920 et 1930.

## Biographie
En tant qu'arrière droit, Arnold Pihlak est international estonien à 44 reprises (1920–1931) pour 17 buts inscrits. Il participe aux jeux olympiques de 1924 et est titulaire contre les États-Unis. L'Estonie est éliminée au tour préliminaire.

## Clubs
- 1920–1923 :  ESS Kalev Tallinn
- 1924 :  VS Sport Tallinn
- 1924–1925 :  ESS Kalev Tallinn
- 1925–1928 :  Tallinna Jalgpalli Klubi
- 1928–1929 :  FK Austria Vienne
- 1929–1930 :  Tallinna Jalgpalli Klubi
- 1931–1932 :  JS Estonia Tallinn
- 1934 :  JS Estonia Tallinn